# Dilución (química)
En química, la dilución  es la reducción de concentración de una sustancia química en una disolución. 

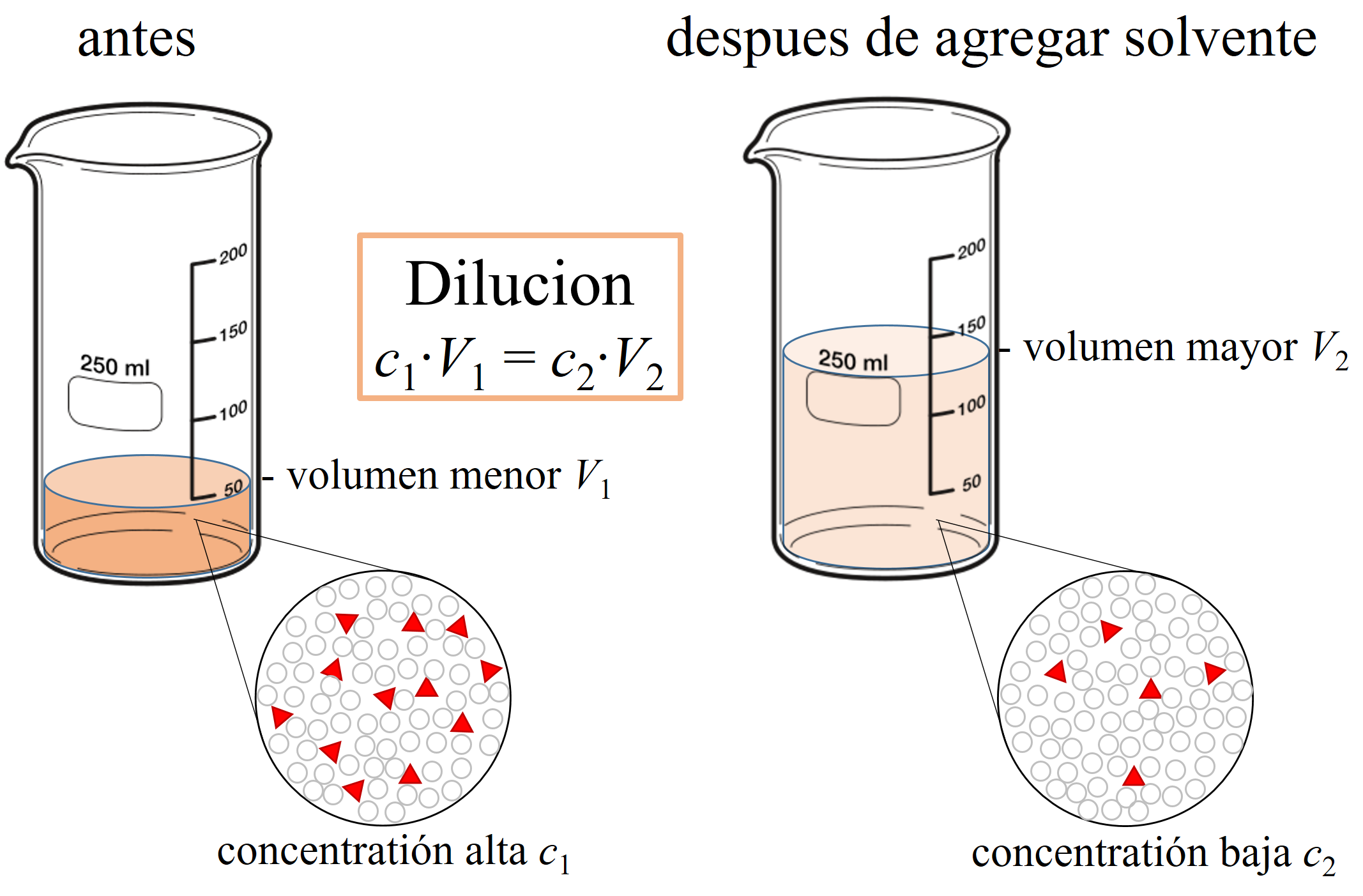
Diluir una solución aumenta su volumen y disminuye la concentración de solutos.

La dilución consiste en bajar la cantidad de soluto por unidad de volumen de disolución. Se logra adicionando más diluyente a la misma cantidad de soluto: se toma una poca porción de una solución alícuota y después esta misma se introduce en más disolvente. 
Esto se deduce al pensar que tanto la disolución en un principio como al final contará con la misma cantidad de moles. Por definición mol (m) es:
{\displaystyle m=C_{1}\times V_{1}}
Que se despeja desde la concentración molar (M):
{\displaystyle M={\frac {n}{V}}}
Bajo esta lógica (que la cantidad de moles iniciales será igual a la cantidad de moles finales), se puede deducir que:
{\displaystyle m_{inicial}=C_{inicial}\times V_{inicial}}
{\displaystyle m_{final}=C_{final}\times V_{final}}
Pero:
{\displaystyle m_{inicial}=m_{final}}
Por lo tanto:
{\displaystyle C_{inicial}\times V_{inicial}=C_{final}\times V_{final}}
Donde:
{\displaystyle C_{inicial}=} Concentración inicial en molares.
{\displaystyle V_{inicial}=} Volumen inicial de la disolución.
{\displaystyle C_{final}=} Concentración final en molares.
{\displaystyle V_{final}=} Volumen final de la disolución.
Por ejemplo, al tomar un mililitro (mL) de H2SO4 (ácido sulfúrico) con concentración 1 molar (un mol de sustancia en un litro de disolución), y disolverlo en 99 ml de agua destilada, se efectúa una dilución de 1/100 (uno en cien). La concentración final resultante será de 0.01 molar.
{\displaystyle 1Molar_{inicial}\times 1mL_{inicial}=XMolar_{final}\times 100mL_{final}}
Se despeja:
{\displaystyle XMolar_{final}={\frac {1Molar_{inicial}\times 1mL_{inicial}}{100mL_{final}}}}
{\displaystyle X=0.01Molar_{final}}